# 25. Zusatzartikel zur Verfassung der Vereinigten Staaten

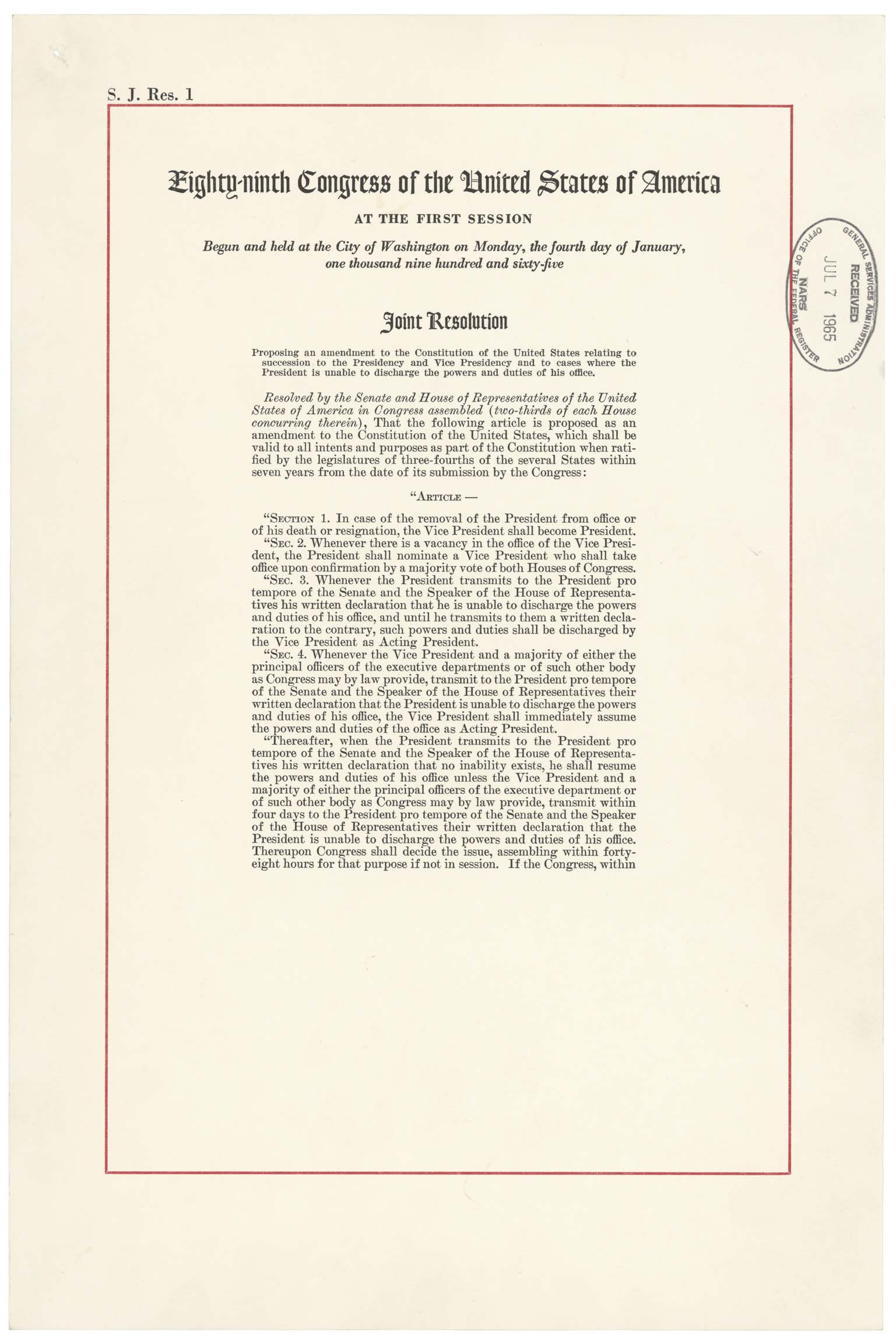
Seite 1 des 25. Zusatzartikels

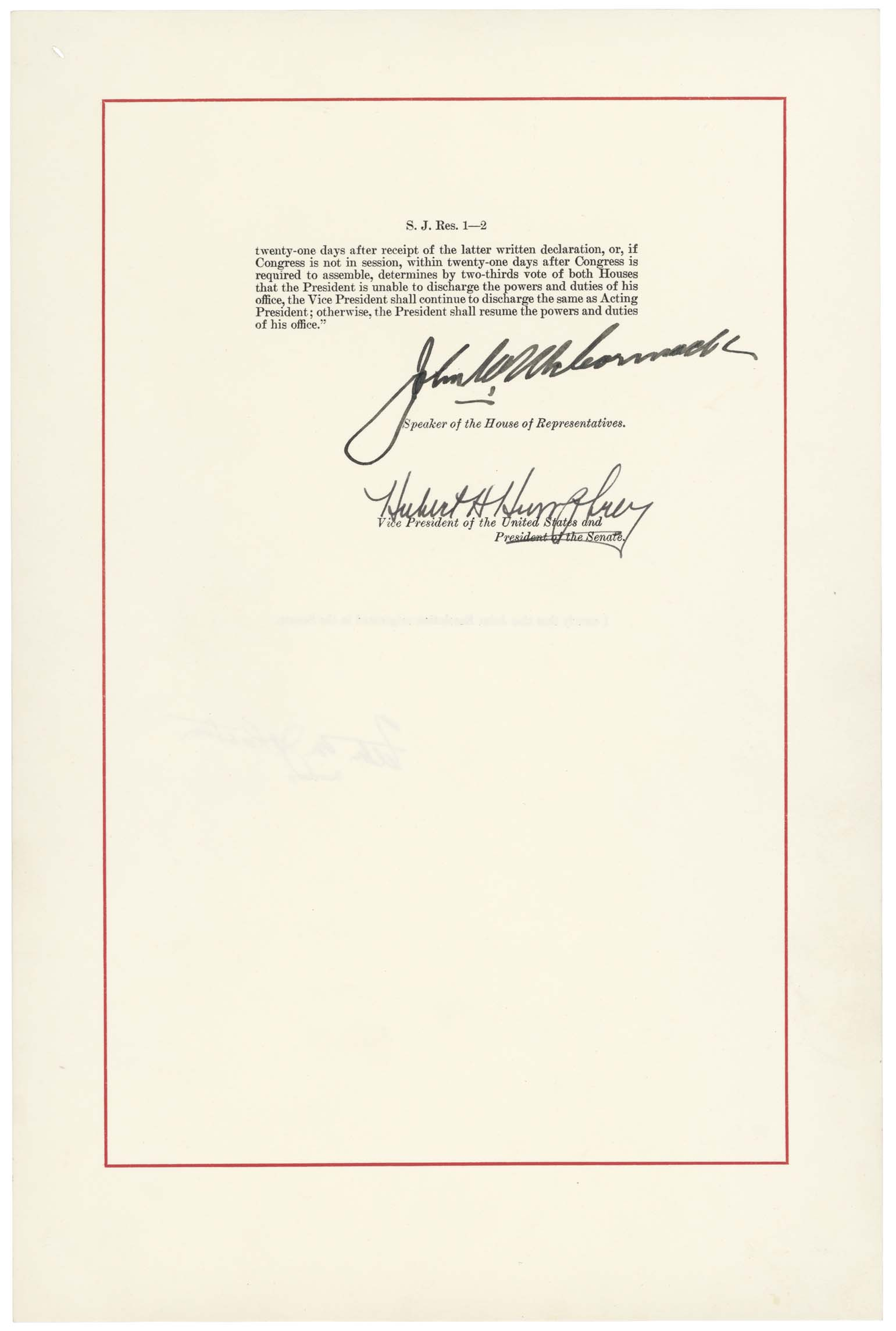
Seite 2 des 25. Zusatzartikels

Der 25. Zusatzartikel zur Verfassung der Vereinigten Staaten von Amerika (Twenty-fifth Amendment to the United States Constitution) regelt Fragen, die im Zusammenhang mit der vorzeitigen Beendigung einer Präsidentschaft auftreten können:
- Er schreibt vor, dass der Vizepräsident dem Präsidenten in das Amt folgt, wenn das Amt des Präsidenten vakant wird. Damit wurde die seit 1841 geltende Praxis kodifiziert, dass ein nachrückender Vizepräsident auch tatsächlich Präsident wird und nicht etwa nur dessen Befugnisse ausübt.
- Ferner legt er fest, dass der Präsident nach Zustimmung der beiden Kammern des Kongresses einen neuen Vizepräsidenten ernennen kann. Dies erschien notwendig, da in diesem Moment noch kein weiterer Vizepräsident als Nachrücker zur Verfügung steht, und so der dritte in der Rangfolge, der Sprecher des Repräsentantenhauses, als kommissarischer Präsident amtiert hätte.
- Die dritte Regelung betrifft die vorübergehende Übertragung der Aufgaben des Präsidenten auf den Vizepräsidenten wegen temporärer Amtsunfähigkeit.
- Die vierte Regelung behandelt die Feststellung der Amtsunfähigkeit des Präsidenten durch den Vizepräsidenten mit Zustimmung des Kabinetts, und dann mit weiterer Zustimmung des Kongresses auch gegen den Willen des Präsidenten. Obwohl die Angelegenheit bereits zuvor auf einfachem gesetzlichen Wege, also durch ein Gesetz des Kongresses, geregelt war, wurde sie in die Verfassung übernommen, auch um die Legitimität eines solchen Verfahrens zu erhöhen.

Nachdem der Zusatzartikel im Januar 1965 in den Kongress eingebracht worden war, wurde er am 10. Februar 1967 von der notwendigen Anzahl von Bundesstaaten ratifiziert; am 23. Februar 1967 wurde die Aufnahme des Textes in die Verfassung der Vereinigten Staaten amtlich festgestellt.
Der 25. Verfassungszusatz wurde bisher einmal im Jahr 1974 zur Ernennung eines Vizepräsidenten zum Präsidenten angewendet. Zweimal, 1973 und 1974, wurde ein Vizepräsident ernannt. Viermal, 1985, 2002, 2007 und zuletzt 2021, erklärte der Präsident sich selbst für vorübergehend amtsunfähig und übertrug seine Amtsbefugnisse für jeweils wenige Stunden an den Vizepräsidenten.

## Der endgültige Verfassungszusatz

### Wortlaut
Der endgültige Wortlaut des 25. Verfassungszusatzes lautet:
Section 1/Absatz 1
In case of the removal of the President from office or of his death or resignation, the Vice President shall become President.
Im Falle der Amtsenthebung, des Todes oder des Rücktritts des Präsidenten wird der Vizepräsident Präsident.
Section 2/Absatz 2
Whenever there is a vacancy in the office of the Vice President, the President shall nominate a Vice President who shall take office upon confirmation by a majority vote of both Houses of Congress.
Sofern das Amt des Vizepräsidenten frei wird, benennt der Präsident einen Vizepräsidenten, der das Amt nach Bestätigung durch Mehrheitsbeschluss beider Kammern des Kongresses antritt.
Section 3/Absatz 3
Whenever the President transmits to the President pro tempore of the Senate and the Speaker of the House of Representatives his written declaration that he is unable to discharge the powers and duties of his office, and until he transmits to them a written declaration to the contrary, such powers and duties shall be discharged by the Vice President as Acting President.
Sofern der Präsident dem Präsidenten pro tempore des Senates und dem Sprecher des Repräsentantenhauses seine schriftliche Erklärung übermittelt, dass er unfähig ist, die Rechte und Pflichten seines Amtes auszuüben, und bis er ihnen eine schriftliche Erklärung gegenteiligen Inhaltes übermittelt, werden diese Rechte und Pflichten vom Vizepräsidenten als kommissarischem Präsidenten ausgeübt.
Section 4/Absatz 4
Whenever the Vice President and a majority of either the principal officers of the executive departments or of such other body as Congress may by law provide, transmit to the President pro tempore of the Senate and the Speaker of the House of Representatives their written declaration that the President is unable to discharge the powers and duties of his office, the Vice President shall immediately assume the powers and duties of the office as Acting President.
Thereafter, when the President transmits to the President pro tempore of the Senate and the Speaker of the House of Representatives his written declaration that no inability exists, he shall resume the powers and duties of his office unless the Vice President and a majority of either the principal officers of the executive department or of such other body as Congress may by law provide, transmit within four days to the President pro tempore of the Senate and the Speaker of the House of Representatives their written declaration that the President is unable to discharge the powers and duties of his office. Thereupon Congress shall decide the issue, assembling within forty-eight hours for that purpose if not in session. If the Congress, within twenty-one days after receipt of the latter written declaration, or, if Congress is not in session, within twenty-one days after Congress is required to assemble, determines by two-thirds vote of both Houses that the President is unable to discharge the powers and duties of his office, the Vice President shall continue to discharge the same as Acting President; otherwise, the President shall resume the powers and duties of his office.
Immer wenn der Vizepräsident und eine Mehrheit entweder der Minister oder eines anderen Gremiums, welches der Kongress durch Gesetz bestimmen kann, dem Präsidenten pro tempore des Senates und dem Sprecher des Repräsentantenhauses eine schriftliche Erklärung des Inhalts übermitteln, dass der Präsident unfähig ist, die Rechte und Pflichten seines Amtes auszuüben, übernimmt der Vizepräsident unverzüglich die Rechte und Pflichten des Amtes als kommissarischer Präsident.
Danach, wenn der Präsident dem Präsidenten pro tempore des Senats und dem Sprecher des Repräsentantenhauses seine schriftliche Erklärung des Inhalts übermittelt, dass keine Amtsunfähigkeit besteht, übernimmt er die Rechte und Pflichten seines Amtes wieder, außer der Vizepräsident und eine Mehrheit entweder der Minister oder eines anderen Gremiums, welches der Kongress durch Gesetz bestimmen kann, übermitteln binnen vier Tagen dem Präsidenten pro tempore des Senats und dem Sprecher des Repräsentantenhauses eine schriftliche Erklärung des Inhalts, dass der Präsident unfähig ist, die Rechte und Pflichten seines Amtes auszuüben. In diesem Fall entscheidet der Kongress, der zu diesem Zweck, falls er nicht gerade tagt, binnen 48 Stunden zusammenkommt, die Angelegenheit. Wenn der Kongress innerhalb von 21 Tagen nach Erhalt der letztgenannten schriftlichen Erklärung, oder, sofern er nicht tagt, innerhalb von 21 Tagen nach dem vorgeschriebenen Zeitpunkt des Zusammentretens des Kongresses mit Zweidrittelmehrheit beider Kammern entscheidet, dass der Präsident unfähig ist, die Befugnisse und Obliegenheiten seines Amtes wahrzunehmen, nimmt der Vizepräsident dieselben weiterhin als kommissarischer Präsident wahr; andernfalls übernimmt der Präsident wiederum die Befugnisse und Obliegenheiten seines Amtes.

### Kommentar zum Verfassungszusatz
Absatz 1 regelt unmissverständlich, dass der Vizepräsident bei der Erledigung des Amtes des Präsidenten nicht nur dessen Rechte und Pflichten, sondern auch dessen Amt als solches übernimmt. Der Vizepräsident wird damit nächster US-Präsident.
Absatz 2 regelt erstmals die nachträgliche Bestellung eines Vizepräsidenten, wenn dessen Amt frei wird. In diesem Fall ernennt der Präsident einen Kandidaten, der zum Vizepräsidenten ernannt werden kann, sobald beide Häuser des Kongresses, also Repräsentantenhaus und Senat, diesem Kandidaten zugestimmt haben. Anders als bei der Benennung eines Ministers (secretary) bedarf es hier also auch der Zustimmung des Repräsentantenhauses.
Nach Absatz 3 des Verfassungszusatzes kann der Präsident selbst – durch Schreiben an die Vorsteher der beiden Kammern des Kongresses – seine zeitweilige Amtsunfähigkeit erklären. Er kann auf dem gleichen Weg die Wiederherstellung seiner Amtsfähigkeit erklären. Zwischen diesen beiden Zeitpunkten übernimmt der Vizepräsident als kommissarischer Präsident die Rechte und Pflichten des Amtes, nicht jedoch das Amt selbst. Dabei ist der Sprecher des Repräsentantenhauses der gewählte Vorsitzende dieser Kammer und dem Präsidenten des Deutschen Bundestages vergleichbar. Präsident des Senates ist jedoch an sich der Vizepräsident. Dieser übt allerdings ausschließlich im Falle einer Stimmengleichheit ein Stimmrecht aus und sitzt den Verhandlungen im Senat nur selten vor. Der Senat wählt deswegen einen so genannten Präsidenten pro tempore (pro tem), d. h. einen Präsidenten „auf Zeit“, der im Falle der Abwesenheit des Vizepräsidenten formal die Sitzungen leitet. Es handelt sich dabei stets um den dienstältesten Senator der Mehrheitspartei; dieser überträgt die tatsächliche Sitzungsleitung aber meist seinerseits auf einen jüngeren Senator.
Absatz 4 regelt in einem recht komplizierten Verfahren, wie die Amtsunfähigkeit des US-Präsidenten ohne oder gegen seinen Willen festgestellt werden kann:
- Wenn der Vizepräsident und die Mehrheit der Minister (secretaries) den Vorstehern der beiden Kammern schriftlich versichern, dass der US-Präsident nicht in der Lage ist, seinen Amtspflichten nachzukommen, so übernimmt der Vizepräsident unverzüglich die Amtsgeschäfte. Der Kongress kann statt des Kabinetts (principle Officers of the executive department) auch ein anderes Gremium mit einer solchen Aufgabe betrauen; von diesem Recht hat er jedoch bisher keinen Gebrauch gemacht. Eine Mitwirkung des Vizepräsidenten ist in jedem Falle erforderlich.
- Erklärt der Präsident gegenüber den Vorstehern der beiden Kammern, dass er nun wieder in der Lage sei, die Rechte und Pflichten des Amtes auszuüben, so übernimmt er diese wieder, es sei denn, dass der Vizepräsident und die Mehrheit der Minister binnen vier Tagen dieser Aussage widersprechen.
- Haben der Vizepräsident und die Mehrheit der Minister der Stellungnahme des Präsidenten widersprochen, so tritt der Kongress spätestens binnen 48 Stunden zusammen. Spätestens 21 Tage nach diesem Zeitpunkt muss er entscheiden, ob er mit Zweidrittelmehrheit in beiden Häusern der Auffassung des Vizepräsidenten und der Mehrheit des Kabinetts zustimmt. Stimmt er nicht zu, so übernimmt der ursprüngliche Präsident wieder die Amtsgeschäfte.

Der Verfassungszusatz regelt allerdings nicht, was passiert, wenn der Vizepräsident amtsunfähig wird. Grundsätzlich ergibt sich hieraus kein Problem, da das Amt des Vizepräsidenten bis auf die Funktion des tie-breakers im Senat ohne wichtige Kompetenzen ist. Stirbt allerdings der US-Präsident, so ist in der Verfassung nicht festgeschrieben, wer dann in der Funktion des „Vizepräsidenten“ die Amtsunfähigkeit des neuen Präsidenten feststellen lassen kann. Nach Absatz (a) des Gesetzes über die Nachfolge des Präsidenten (Presidential Succession Act) findet in diesem Fall die übliche Reihenfolge der Präsidentennachfolge Anwendung, mithin schlüpft der Sprecher des Repräsentantenhauses in die Rolle des Vizepräsidenten. Da dieses Verfahren allerdings verfassungsrechtlich nicht verankert ist (anders als es das im Bayh-Long-Vorschlag weiter unten gewesen wäre) und außerdem der Eindruck der Übernahme der Exekutive durch die Legislative entstehen könnte, bleibt festzustellen, dass sich hier eine Regelungslücke auftut, deren Eintritt zwar unwahrscheinlich, aber nicht auszuschließen ist. Auch wenn aufgrund des Presidential Succession Act die Reihenfolge feststeht, erscheint die Legitimation des Sprechers des Repräsentantenhauses als kommissarischer Präsident aufgrund ihrer nur einfachgesetzlichen Grundlage schwächer. Ähnliches gilt für den Fall der Erledigung des Amtes des Vizepräsidenten und der Notwendigkeit der Feststellung der Amtsunfähigkeit des Präsidenten. Zudem enthält der 25. Verfassungszusatz keine Ermächtigungsgrundlage für ein solches Gesetz.
Dafür enthält Artikel II Absatz 1 der Verfassung, also der ursprüngliche Verfassungstext, die Vorschrift, dass „the Congress may by Law provide for the Case of Removal, Death, Resignation or Inability, both of the President and Vice President, declaring what Officer shall then act as President, and such Officer shall act accordingly, until the Disability be removed, or a President shall be elected“, dass der Kongress also durch Gesetz Vorsorge für den Fall treffen kann, dass sowohl der Präsident als auch der Vizepräsident seines Amtes enthoben werden, sterben, zurücktreten oder amtsunfähig werden, und festlegen kann, welcher Beamte als Präsident amtiert, bis die Amtsunfähigkeit behoben ist oder ein Präsident gewählt ist. Diese Ermächtigung zur einfachgesetzlichen Regelung erscheint allerdings als verfassungsrechtlich nicht einwandfrei, zumal der Sprecher des Repräsentantenhauses in diesem Fall einem deutlichen Interessenkonflikt unterläge, da er einerseits als unmittelbarer Anwärter auf das Präsidentenamt gilt, andererseits aber Mitglied des Gremiums ist, welches ebendiese Nachfolgeregelung beschlossen hat. Darüber hinaus ist nicht ganz klar, dass diese Stelle der ursprünglichen Fassung nicht durch den 25. Verfassungszusatz bereits gegenstandslos geworden ist.

## Historische Entwicklung

### Ursprünglicher Verfassungstext
Der ursprüngliche Verfassungstext enthielt in seinem Artikel II Absatz 1, die Vorschrift, dass „[i]n Case of the Removal of the President from Office, or of his Death, Resignation, or Inability to discharge the Powers and Duties of the said Office, the same shall devolve on the Vice President“, dass also im Falle der Amtsenthebung des Präsidenten, seines Todes, seines Rücktrittes oder seiner Unfähigkeit, die Rechte und Pflichten des genannten Amtes auszuüben, dieselben (bzw. dasselbe) auf den Vizepräsidenten übergehe(n).

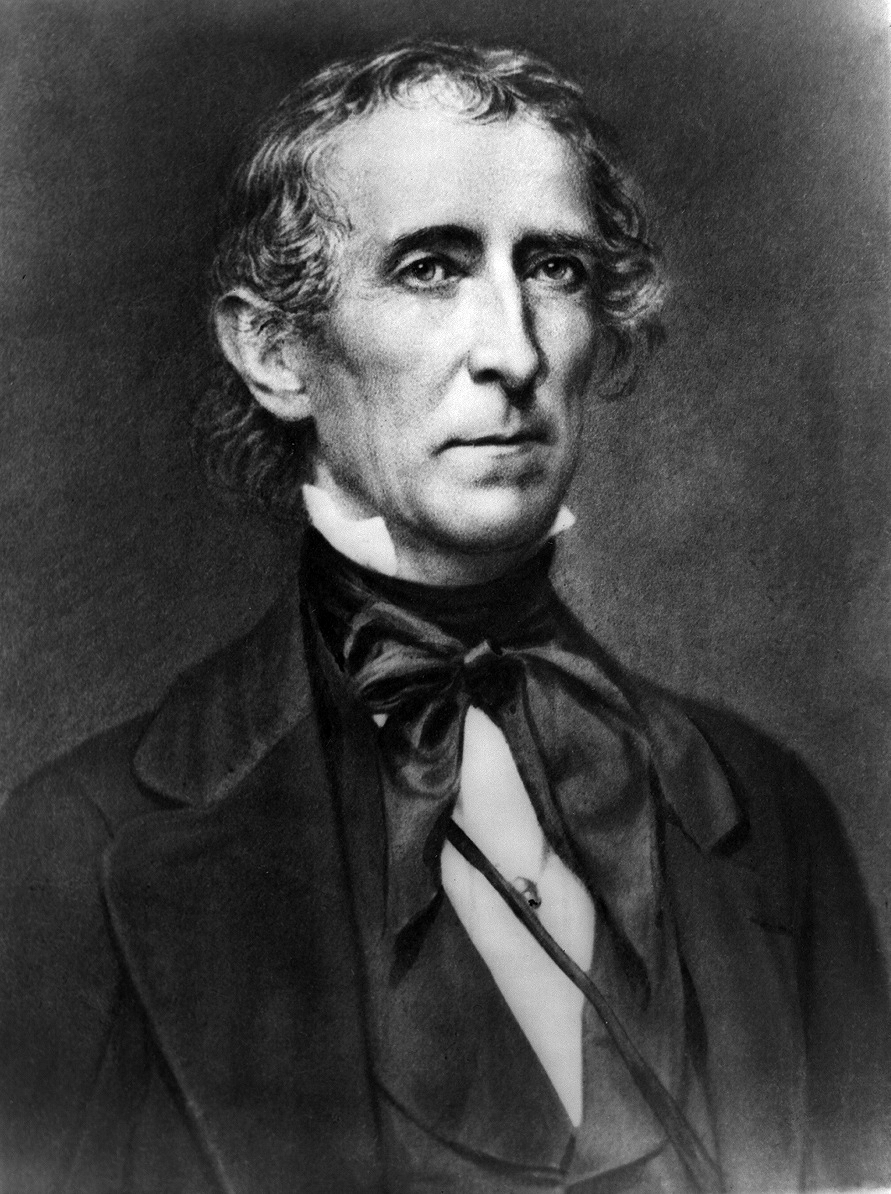
John Tyler

Diese Vorschrift wurde als zweideutig angesehen, weil nicht klar war, ob der Vizepräsident nur die Rechte und Pflichten des Präsidenten („the same“ als „Powers and Duties“) übernehmen, also das Amt des Präsidenten kommissarisch ausüben, oder aber tatsächlich dem Präsidenten ins Amt nachfolgen sollte („the same“ als „the said Office“). Diese Frage wurde de facto mit dem Präzedenzfall 1841 beantwortet, als John Tyler nach William Henry Harrisons Tod diesem ins Amt folgte und sich fortan als Präsident aus eigenem Recht betrachtete, ja sogar Briefe an den „Acting President“ („amtierenden Präsidenten“) ungeöffnet zurückgehen ließ. Auch alle weiteren bis zur Ratifikation des 25. Verfassungszusatzes ins Präsidentenamt nachgerückten Vizepräsidenten (Millard Fillmore 1850, Andrew Johnson 1865, Chester A. Arthur 1881, Theodore Roosevelt 1901, Calvin Coolidge 1923, Harry S. Truman 1945 und Lyndon B. Johnson 1963) haben diese Ansicht verteidigt. Dennoch wurde diese Frage verfassungsrechtlich als nicht eindeutig beantwortet angesehen.

### Ausgangssituation zu Beginn der Diskussion über einen Verfassungszusatz
Von der Ratifikation der US-Verfassung 1789 bis zur Verabschiedung des 25. Verfassungszusatzes 1967 gab es keine Möglichkeit, einen verstorbenen, zurückgetretenen oder ins Präsidentenamt nachgerückten Vizepräsidenten zu ersetzen. Das Amt blieb vakant bis zur nächsten regulären Wahl.
Das Amt des Vizepräsidenten war bis 1967 insgesamt 16 Mal vakant, und zwar nach den Todesfällen von George Clinton (1812–1813), Elbridge Gerry (1814–1817), William R. King (1853–1857), Henry Wilson (1875–1877), Thomas A. Hendricks (1885–1889), Garret Hobart (1899–1901) und James S. Sherman (1912–1913), dem Rücktritt von John C. Calhoun (1832–1833) sowie nach dem Nachrücken ins Präsidentenamt von John Tyler (1841–1845), Millard Fillmore (1850–1853), Andrew Johnson (1865–1869), Chester A. Arthur (1881–1885), Theodore Roosevelt (1901–1905), Calvin Coolidge (1923–1925), Harry S. Truman (1945–1949) und Lyndon B. Johnson (1963–1965).
Ebenso fehlte eine klare verfassungsrechtliche Regelung für den Fall, dass der Präsident amtsunfähig wird. Zwar enthielt Artikel II Absatz 1 der ursprünglichen Verfassung die Ermächtigung an den US-Kongress, für einen solchen Fall vorzusorgen. Dennoch erschien eine solche einfachgesetzliche Regelung unbefriedigend, da sich die elementare Frage der Ausübung der Rechte und Pflichten des Präsidenten nicht aus der Verfassung ergab: Weder konnte der Präsident selbst – etwa im Falle einer Operation und längeren Erholungsphase – seine Amtsunfähigkeit auf eine in der Verfassung vorgesehene Weise feststellen (lassen) noch konnte der Präsident von anderen verfassungsrechtlich einwandfrei für amtsunfähig erklärt werden. Im Falle einer Demenz oder eines Schlaganfalls bestand also die Gefahr eines politischen Vakuums: Auch wenn die Nachfolge durch Gesetz eindeutig geregelt war, war die (verfassungsrechtliche) Legitimation eines solchen (kommissarischen) Präsidenten beeinträchtigt. Allerdings musste sichergestellt werden, dass niemand den Präsidenten mit dem Vorschieben einer Amtsunfähigkeit staatsstreichartig aus dem Amt drängen konnte.
Nach dem Attentat auf Präsident James A. Garfield 1881 lag dieser 80 Tage lang im Krankenbett und erließ nur eine einzige Verfügung, bis er schließlich am 19. September 1881 starb. Ihm folgte schließlich sein Vizepräsident Chester A. Arthur ins Amt nach. Die Frage der Vertretung des US-Präsidenten in diesem offensichtlichen Fall der Amtsunfähigkeit war hier ebenso akut wie nach dem Schlaganfall von Präsident Woodrow Wilson 1919. In diesem Fall wurde das ganze Ausmaß der Amtsunfähigkeit Wilsons sogar vor dem Vizepräsidenten und dem Kabinett geheim gehalten und erst nach seinem Tod öffentlich gemacht. Die Krankheit Wilsons, der bis zum März 1921 schwer behindert amtierte und schließlich am 3. Februar 1924 starb, gilt als der schwerste Fall der Amtsunfähigkeit eines US-Präsidenten. Wilson war zwar offenbar noch in der Lage, wichtige Dokumente, die ihm von seiner Frau gebracht wurden, durchzusehen; dennoch war seine Behinderung eines der wichtigsten Argumente für die Ausarbeitung des 25. Verfassungszusatzes. Schon während der Beratung des ersten Vorschlages zu einem 25. Verfassungszusatz 1963 wurde durch die Ermordung John F. Kennedys die Diskussion erneut angefeuert. Obwohl der erste im Amt ermordete US-Präsident seit 62 Jahren nicht lange im Koma lag, erschien es – zu einer Zeit der politischen Instabilität während einer Hochphase des Kalten Krieges und nur ein Jahr nach der Kuba-Krise – notwendig, verfassungsrechtliche Regelungen für den Fall zu schaffen, dass der Präsident ins Koma fiele oder sonst amtsunfähig würde.

### Ergänzung der amerikanischen Verfassung
Die Ergänzung der amerikanischen Verfassung ist sehr schwierig. Sie geht stets vom Kongress aus: Entweder müssen der Senat und das Repräsentantenhaus mit Zweidrittelmehrheit eine Verfassungsänderung vorschlagen oder aber der Kongress beruft auf Ersuchen der Parlamente von zwei Dritteln der US-Bundesstaaten einen Konvent zur Ausarbeitung einer Verfassungsänderung ein. In der Regel geht eine Verfassungsänderung auf den Vorschlag einer Zweidrittelmehrheit in beiden Häusern des Kongresses aus.
Danach muss ein Verfassungszusatz von drei Vierteln der amerikanischen Bundesstaaten ratifiziert werden. Dabei entscheidet der Kongress, ob die Ratifikation durch die gesetzgebenden Körperschaften der Bundesstaaten oder aber durch Konvente in den einzelnen Bundesstaaten erfolgt. Meist wird ein Verfassungszusatz durch die Parlamente der Bundesstaaten angenommen.

### Möglichkeiten der Erledigung des Amtes des Präsidenten
Neben der offensichtlichen Möglichkeit des Todes des US-Präsidenten sah die amerikanische Verfassung von Anfang an den Rücktritt dieses Amtsträgers vor.
Hinzu kommt die Möglichkeit der Amtsenthebung (impeachment): Betrachtet das Repräsentantenhaus den Präsidenten des Treason, Bribery, or other high Crimes and Misdemeanors (Artikel II Absatz 4), also des Verrates, der Bestechung oder anderer schwerer Verbrechen und Vergehen, für schuldig, so erhebt es Anklage gegen den Präsidenten. Über die Verurteilung entscheidet der Senat unter dem Vorsitz des Chief Justice des Supreme Courts mit Zweidrittelmehrheit. Mit der Verurteilung wird der Präsident seines Amtes enthoben. Obwohl schon vier Mal gegen Präsidenten (Andrew Johnson 1868, Bill Clinton 1999 und Donald Trump 2019 und 2021) das formelle Amtsenthebungsverfahren eingeleitet wurde, wurde noch nie ein Präsident vom Senat verurteilt. Bei Johnson fehlte eine Stimme, das Verfahren gegen Clinton scheiterte an einer deutlichen Mehrheit im Senat. Trump, der wegen zweier verschiedener Punkte angeklagt war, behielt beim ersten Mal sein Amt, ähnlich wie Clinton, weil die zur Amtsenthebung notwendige Zwei-Drittel-Mehrheit im Senat deutlich verfehlt wurde. Sein zweites Amtsenthebungsverfahren endete erst nach Ende seiner Amtszeit, erneut mit einem Freispruch.
Die vierte von der Verfassung vorgesehene Möglichkeit ist die Amtsunfähigkeit des Präsidenten. Obwohl sie als solche in der Verfassung verankert ist, wurde die Form ihrer Feststellung zunächst der einfachen Gesetzgebung des Kongresses unterworfen. Erst durch den 25. Verfassungszusatz wurde die Feststellung der Amtsunfähigkeit verfassungsrechtlich verankert.

### Der Keating-Kefauver-Vorschlag 1963
Im Jahr 1963 schlug der New Yorker Senator Kenneth Keating deshalb den folgenden, zunächst auch von der amerikanischen Anwaltskammer unterstützten Verfassungszusatz vor. Senator Estes Kefauver aus Tennessee, Vorsitzender des Unterausschusses für Verfassungszusätze und langjähriger Verfechter einer Lösung der Amtsunfähigkeitsfrage, brachte den Vorschlag voran, verstarb aber am 10. August 1963 an einem Herzinfarkt. Sein Tod führte faktisch zum Ende der Gesetzesinitiative.
Allerdings wird vom heutigen Standpunkt aus die Ansicht vertreten, dass der Vorschlag die Fragen nicht beantwortet, sondern im Gegenteil noch verschärft hätte.
Der Text des Vorschlages lautete wie folgt:
In case of the removal of the President from office or of his death or resignation, the said office shall devolve on the Vice President. In case of the inability of the President to discharge the powers and duties of the said office, the said powers and duties shall devolve on the Vice President, until the inability be removed. The Congress may by law provide for the case of removal, death, resignation or inability, both of the President and Vice President, declaring what officer shall then be President, or, in case of inability, act as President, and such officer shall be or act as President accordingly, until a President shall be elected or, in case of inability, until the inability shall be earlier removed. The commencement and termination of any inability shall be determined by such method as Congress shall by law provide.
Im Falle der Amtsenthebung des Präsidenten, seines Todes oder seines Rücktrittes geht das Amt auf den Vizepräsidenten über. Im Falle der Unfähigkeit des Präsidenten, die Rechte und Pflichten des Amtes auszuüben, gehen die genannten Rechte und Pflichten auf den Vizepräsidenten über, bis die Amtsunfähigkeit endet. Der Kongress kann durch Gesetz Regelungen für den Fall der Amtsenthebung, des Todes, des Rücktrittes oder der Amtsunfähigkeit sowohl des Präsidenten wie des Vizepräsidenten erlassen und darin festlegen, welcher Beamte in diesem Fall Präsident wird oder im Falle der Amtsunfähigkeit als Präsident amtiert; und dieser Beamte wird entsprechend Präsident oder amtiert als solcher, bis ein Präsident gewählt ist oder im Falle der Amtsunfähigkeit dieselbe früher beendet ist. Der Beginn und das Ende jeglicher Amtsunfähigkeit wird auf eine vom Kongress durch Gesetz festgelegte Weise bestimmt.
An diesem Vorschlag wird insbesondere bemängelt, dass auch der Verfassungszusatz es weiterhin dem Kongress überlassen hätte, wie die Amtsunfähigkeit festgestellt wird. Auch wenn die faktisch schon weitgehend geklärte Frage der tatsächlichen Amtsübernahme durch den Vizepräsidenten durch diesen Entwurf (wie durch alle späteren Vorschläge) auch im Verfassungstext kodifiziert worden wäre, so hätte sich an der Situation, dass der Kongress einfachgesetzlich über die Feststellung der Amtsunfähigkeit entscheidet und dies eben nicht im Verfassungstext festgehalten ist, nichts geändert.

### Der Bayh-Long-Vorschlag 1965
Während der Keating-Kefauver-Vorschlag als zu ungenau angesehen wurde, betrachtete man den Vorschlag der Senatoren Bayh aus Indiana und Long aus Missouri als überexakt, zumal er das Gesetz über die Nachfolge des Präsidenten (Presidential Succession Act) mit in die Verfassung übernommen hätte. Auf diese Weise wäre also die Nachfolge des Präsidenten vollständig in der Verfassung verankert gewesen. Das Problem einer solchen mit der Tradition des Common Law ohnehin nicht übereinstimmenden exakten Festlegung der Verfassung zeigt sich jedoch immer dann, wenn der Presidential Succession Act von 1947 geändert werden soll. Seit 2005 berät der Kongress eine Änderung dieses Gesetzes, mit der der Minister für Innere Sicherheit in die Nachfolgerliste des Präsidenten aufgenommen werden und außerdem einige Änderungen in der Reihenfolge vorgenommen werden sollen. Zumindest zur Änderung der Reihenfolge wäre im Fall der Annahme des Bayh-Long-Vorschlages stets eine Verfassungsänderung notwendig gewesen.
Der Text des Vorschlages lautete wie folgt:
Section 1/Absatz 1
In case of the removal of the President from office, or of his death or resignation, the Vice President shall become President for the unexpired portion of the then current term. Within a period of thirty days thereafter, the new President shall nominate a Vice President who shall take office upon confirmation by both Houses of Congress by a majority of those present and voting.
Im Falle der Amtsenthebung des Präsidenten, seines Todes oder seines Rücktrittes wird der Vizepräsident für den verbleibenden Teil der dann laufenden Amtszeit Präsident. Innerhalb eines Zeitraumes von dreißig Tagen benennt der neue Präsident einen Vizepräsidenten, der sein Amt antritt, nachdem er von beiden Häusern des Kongresses von der Mehrheit der Anwesenden und Abstimmenden bestätigt wurde.
Section 2/Absatz 2
In case of the removal of the Vice President from office, or of his death or resignation, the President, within a period of thirty days thereafter, shall nominate a Vice President who shall take office upon confirmation by both Houses of Congress by a majority vote of those present and voting.
Im Falle der Amtsenthebung des Vizepräsidenten, seines Todes oder seines Rücktrittes benennt der Präsident binnen eines Zeitraums von dreißig Tagen einen Vizepräsidenten, der sein Amt antritt, nachdem er von beiden Häusern des Kongresses von der Mehrheit der Anwesenden und Abstimmenden bestätigt wurde.
Section 3/Absatz 3
If the President shall declare in writing that he is unable to discharge the powers and duties of his office, such powers and duties shall be discharged by the Vice President as Acting President.
Wenn der Präsident schriftlich erklärt, dass er nicht in der Lage ist, die Rechte und Pflichten seines Amtes auszuüben, werden diese Rechte und Pflichten vom Vizepräsidenten als kommissarischen Präsidenten ausgeübt.
Section 4/Absatz 4
If the President does not so declare, the Vice President, if satisfied that such inability exists, shall, upon the written approval of a majority of the heads of the executive departments in office, assume the discharge of the powers and duties of the office as Acting President.
Gibt der Präsident eine solche Erklärung nicht ab, so übernimmt der Vizepräsident die Ausübung der Rechte und Pflichten des Amtes als kommissarischer Präsident, sofern er überzeugt ist, dass eine solche Amtsunfähigkeit besteht, und mit der schriftlichen Zustimmung der Mehrheit der im Amt befindlichen Minister.
Section 5/Absatz 5
Whenever the President makes public announcement in writing that his inability has terminated, he shall resume the discharge of the powers and duties of his office on the seventh day after making such announcement, or at such earlier time after such announcement as he and the Vice President may determine. But if the Vice President, with the written approval of a majority of the heads of executive departments in office at the time of such announcement, transmits to the Congress his written declaration that in his opinion the President’s inability has not terminated, the Congress shall thereupon consider the issue. If the Congress is not then in session, it shall assemble in special session on the call of the Vice President. If the Congress determines by concurrent resolution, adopted with the approval of two-thirds of the Members present in each House, that the inability of the President has not terminated, thereupon, notwithstanding any further announcement by the President, the Vice President shall discharge such powers and duties as Acting President until the occurrence of the earliest of the following events: (1) the Acting President proclaims that the President’s inability has ended, (2) the Congress determines by concurrent resolution, adopted with the approval of a majority of the Members present in each House, that the President’s inability has ended, or (3) the President’s term ends.
Wann immer der Präsident öffentlich und schriftlich erklärt, dass seine Amtsunfähigkeit beendet ist, übernimmt er die Ausübung der Rechte und Pflichten seines Amtes am siebten Tag nach einer solchen Erklärung oder zu einem solchen früheren Zeitpunkt nach der Ankündigung, wie er und der Vizepräsidenten ihn bestimmen dürfen. Wenn aber der Vizepräsident, mit der schriftlichen Zustimmung der Mehrheit der zum Zeitpunkt einer solchen Ankündigung im Amt befindlichen Minister, dem Kongress seine schriftliche Erklärung übermittelt, dass nach seiner Meinung die Amtsunfähigkeit des Präsidenten nicht beendet ist, soll der Kongress daraufhin die Angelegenheit behandeln. Wenn der Kongress zu diesem Zeitpunkt nicht tagt, soll er sich auf Ruf des Vizepräsidenten hin zu einer Sondersitzung versammeln. Wenn der Kongress durch gleichlautende Entschließung, die von zwei Dritteln der in jedem Haus anwesenden Mitglieder beschlossen wurde, feststellt, dass die Amtsunfähigkeit des Präsidenten nicht beendet ist, übernimmt daraufhin ungeachtet irgendeiner weiteren Erklärung des Präsidenten der Vizepräsident die Ausübung der Rechte und Pflichten als kommissarischer Präsident, bis das früheste der folgenden Ereignisse eintritt: (1) der kommissarische Präsident erklärt, dass die Amtsunfähigkeit des Präsidenten beendet ist, (2) der Kongress beschließt durch gleichlautende Entschließung, die durch die Zustimmung einer Mehrheit der in jedem Haus anwesenden Mitglieder angenommen wird, dass die Amtsunfähigkeit des Präsidenten beendet ist, oder (3) die Amtszeit des Präsidenten endet.
Section 6/Absatz 6
(a) (1) If, by reason of death, resignation, removal from office, inability, or failure to qualify, there is neither a President nor Vice President to discharge the powers and duties of the office of President, then the officer of the United States who is highest on the following list, and who is not under disability to discharge the powers and duties of the office of President, shall act as President: Secretary of State, Secretary of the Treasury, Secretary of Defense, Attorney General, Postmaster General, Secretary of Interior, Secretary of Agriculture, Secretary of Commerce, Secretary of Labor, Secretary of Health, Education and Welfare, and such other heads of executive departments as may be established hereafter and in order of their establishment.
(a) (2) The same rule shall apply in the case of the death, resignation, removal from office, or inability of an individual acting as President under this section.
(a) (3) To qualify under this section, an individual must have been appointed, by and with the advice and consent of the Senate, prior to the time of the death, resignation, removal from office, or inability of the President and Vice President, and must not be under impeachment by the House of Representatives at the time the powers and duties of the office of President devolve upon him.
(b) In case of the death, resignation, or removal of both the President and Vice President, his successor shall be President until the expiration of the then current Presidential term. In case of the inability of the President and Vice President to discharge the powers and duties of the office of President, his successor, as designated in this section, shall be subject to the provisions of sections 3, 4, and 5 of this article as if he were a Vice President acting in case of disability of the President.
(c) The taking of the oath of office by an individual specified in the list of paragraph (1) of subsection (a) shall be held to constitute his resignation from the office by virtue of the holding of which he qualifies to act as President.
(d) During the period that any individual acts as President under this section, his compensation shall be at the rate then provided by law in the case of the President.
(a) (1) Wenn aufgrund von Tod, Rücktritt, Amtsenthebung, Amtsunfähigkeit oder Fehlen der Wählbarkeit weder ein Präsident noch ein Vizepräsident die Rechte und Pflichten des Amtes des Präsidenten ausüben können, dann amtiert derjenige Beamte der Vereinigten Staaten, der auf der folgenden Liste am höchsten steht und nicht unfähig ist, die Rechte und Pflichten des Präsidenten auszuüben, als Präsident: der Außenminister, der Finanzminister, der Verteidigungsminister, der Generalstaatsanwalt, der Generalpostmeister, der Innenminister, der Landwirtschaftsminister, der Handelsminister, der Arbeitsminister, der Minister für Gesundheit, Bildung und Wohlfahrt und danach solche Minister, deren Ämter in Zukunft gegründet werden und in der Reihenfolge ihrer Gründung.
(a) (2) Die gleiche Regel findet Anwendung im Fall des Todes, des Rücktrittes, der Amtsenthebung oder der Amtsunfähigkeit einer Person, die als Präsident nach diesem Absatz amtiert.
(a) (3) Um nach diesem Absatz wählbar zu sein, muss eine Person nach der Beratung und der Zustimmung durch den Senat vor dem Zeitpunkt des Todes, des Rücktrittes, der Amtsenthebung oder des Eintritts der Amtsunfähigkeit des Präsidenten oder Vizepräsidenten ernannt worden sein; und sie darf zum Zeitpunkt der Übertragung der Amtsgewalt nicht unter einer Anklage des Repräsentantenhauses stehen.
(b) Im Fall des Todes, des Rücktrittes oder der Amtsenthebung sowohl des Präsidenten als auch des Vizepräsidenten ist der Nachfolger Präsident bis zum Ende der dann laufenden Amtszeit des Präsidenten. Im Falle der Amtsunfähigkeit des Präsidenten und des Vizepräsidenten unterliegt der nach diesem Absatz bestimmte Nachfolger den Vorschriften der Absätze 3, 4 und 5 dieses Artikels, als ob er Vizepräsident wäre, der wegen der Amtsunfähigkeit des Präsidenten als Präsident amtiert.
(c) Das Leisten des Amtseides durch eine in Unterabsatz (a) Paragraph (1) bestimmte Person gilt als Rücktritt von jenem Amt, dessen Innehaben zum Zugang zum Amt als Präsident berechtigt.
(d) Während der Zeit, in der eine Person als Präsident nach diesem Absatz amtiert, erhält er die durch Gesetz für den Präsidenten vorgesehene Entlohnung.
Section 7/Absatz 7
This article shall be inoperative unless it shall have been ratified as an amendment to the Constitution by the legislatures of three-fourths of the several States within seven years from the date of its submission.
Dieser Artikel ist unwirksam, sofern er nicht binnen sieben Jahren nach dem Tag seiner Übermittlung von den gesetzgebenden Organen von drei Vierteln der Bundesstaaten als Zusatz zur Verfassung ratifiziert wird.

### Der ursprüngliche Cellar-Bayh-Vorschlag 1965
Der Verfassungszusatz wurde im Repräsentantenhaus am 4. Januar 1965 durch den Abgeordneten Emanuel Celler und im Senat am 6. Januar durch den Senator Birch Bayh eingebracht.
Dieser lautete in seinen Absätzen 1 und 2 wie der dann später verabschiedete Verfassungszusatz. Die Absätze 3 bis 5 weichen allerdings von der endgültigen Fassung ab und lauteten wie folgt:
Section 3/Absatz 3
If the President declares in writing that he is unable to discharge the powers and duties of his office, such powers and duties shall be discharged by the Vice President as Acting President.
Wenn der Präsident schriftlich erklärt, dass er nicht in der Lage ist, die Rechte und Pflichten seines Amtes auszuüben, werden diese Rechte und Pflichten vom Vizepräsidenten als kommissarischem Präsidenten ausgeübt.
Section 4/Absatz 4
If the President does not so declare, and the Vice President with the written concurrence of a majority of the heads of the executive departments or such other body as Congress may by law provide, transmits to the Congress his written declaration that the President is unable to discharge the powers and duties of his office, the Vice President shall immediately assume the powers and duties of the office as Acting President.
Gibt der Präsident eine solche Erklärung nicht ab und übermittelt der Vizepräsident dem Kongress mit der schriftlichen Zustimmung der Mehrheit der Minister oder eines anderen Gremiums, wie der Kongress durch Gesetz bestimmen kann, seine schriftliche Erklärung, dass der Präsident nicht in der Lage ist, die Rechte und Pflichten seines Amtes auszuüben, übernimmt der Vizepräsident unverzüglich die Rechte und Pflichten des Amtes als kommissarischer Präsident.
Section 5/Absatz 5
Whenever the President transmits to the Congress his written declaration that no inability exists, he shall resume the powers and duties of his office unless the Vice President, with the written concurrence of a majority of the heads of the executive departments or such other body as Congress may by law provide, transmits within two days to the Congress his written declaration that the President is unable to discharge the powers and duties of his office. Thereupon Congress will immediately decide the issue. If the Congress determines by two-thirds vote of both Houses that the President is unable to discharge the powers and duties of the office, the Vice President shall continue to discharge the same as Acting President; otherwise the President shall resume the powers and duties of his office.
Wann immer der Präsident dem Kongress seine schriftliche Erklärung übermittelt, dass keine Amtsunfähigkeit besteht, übernimmt er die Rechte und Pflichten seines Amtes wieder, außer der Vizepräsident übermittelt mit der schriftlichen Zustimmung der Mehrheit der Minister oder eines anderen Gremiums, die der Kongress durch Gesetz bestimmen kann, dem Kongress binnen zwei Tagen seine schriftliche Erklärung, dass der Präsident nicht in der Lage ist, die Rechte und Pflichten seines Amtes auszuüben. Daraufhin entscheidet der Kongress unverzüglich über die Angelegenheit. Wenn der Kongress mit einer Mehrheit von zwei Dritteln in beiden Häusern feststellt, dass der Präsident nicht in der Lage ist, die Rechte und Pflichten des Amtes auszuüben, übt der Vizepräsident diese weiterhin als kommissarischer Präsident aus; anderenfalls übernimmt der Präsident die Rechte und Pflichten seines Amtes wieder.

### Die Änderung des Celler-Bayh-Vorschlages in den Ausschüssen und seine Ratifikation
Bis zum 19. Februar 1965 fanden Anhörungen in beiden Häusern des Kongresses statt. An diesem Tag schließlich nahm der Senat mit einem einstimmigen Votum von 72:0 den Verfassungszusatz an. Das Repräsentantenhaus nahm das Amendment in einer etwas veränderten Form am 13. April 1965 mit einem Stimmenverhältnis von 368 zu 29 an. Nachdem ein Vermittlungsausschuss (Conference Committee) die leichten Textdifferenzen geglättet hatte, wurde die endgültige Fassung am 6. Juli 1965 vom Senat verabschiedet und an die Bundesstaaten zur Ratifikation übermittelt.
Im Vergleich zum ursprünglichen Vorschlag oben wurde präzisiert, wem gegenüber Präsident und Vizepräsident eine Amtsunfähigkeit des Präsidenten erklären müssen, nämlich den Vorstehern der beiden Kammern des Kongresses. Weiter wurde die Einspruchsfrist des Vizepräsidenten, die im ursprünglichen Entwurf auf zwei Tage festgelegt wurde, auf vier Tage verlängert. Zudem wurde die Frist für den Zusammentritt des Kongresses auf 48 Stunden präzisiert, zuvor war nur die Rede von „immediately“ (unverzüglich).
Nur sechs Tage später, am 12. Juli 1965, ratifizierte der Staat Nebraska den Verfassungszusatz als erstes. In den folgenden Monaten folgten weitere Bundesstaaten, aber erst am 10. Februar 1967 nahmen auch Minnesota und Nevada als 37. bzw. 38. Bundesstaat den Verfassungszusatz an und verhalfen ihm damit über die in der Verfassung vorgeschriebene Hürde von drei Vierteln der Bundesstaaten. Insgesamt wurde der Verfassungszusatz von 47 Staaten ratifiziert – lediglich North Dakota, Georgia und South Carolina haben dies nicht getan. Am 23. Februar 1967 fand im Ostflügel des Weißen Hauses eine Zeremonie statt, in der der für die Verkündung der Verfassungsänderung zuständige Beamte feierlich feststellte, dass der Zusatz Teil der Verfassung der Vereinigten Staaten von Amerika geworden war.

## Anwendung und Diskussion des Zusatzes in der verfassungsrechtlichen Praxis
Der 25. Verfassungszusatz wurde bisher fünfmal angewandt: Zweimal wurde ein Vizepräsident neu ernannt (Absatz 2), dreimal die Amtsgewalt vom Präsidenten an den Vizepräsidenten übertragen (Absatz 3). Hinzu kommt, dass 1974 Gerald Ford Richard Nixon ins Präsidentenamt nachfolgte (Absatz 1). Dies war das einzige Mal seit 1967, dass der Vizepräsident in verfassungsrechtlich kodifizierter Weise dem Präsidenten ins Amt nachfolgte. Eine Anwendung von Absatz 4, der Feststellung der Amtsunfähigkeit des Präsidenten durch Vizepräsident und Kabinett, fand bisher nicht statt.

### Ernennung von Gerald Ford zum Vizepräsidenten 1973

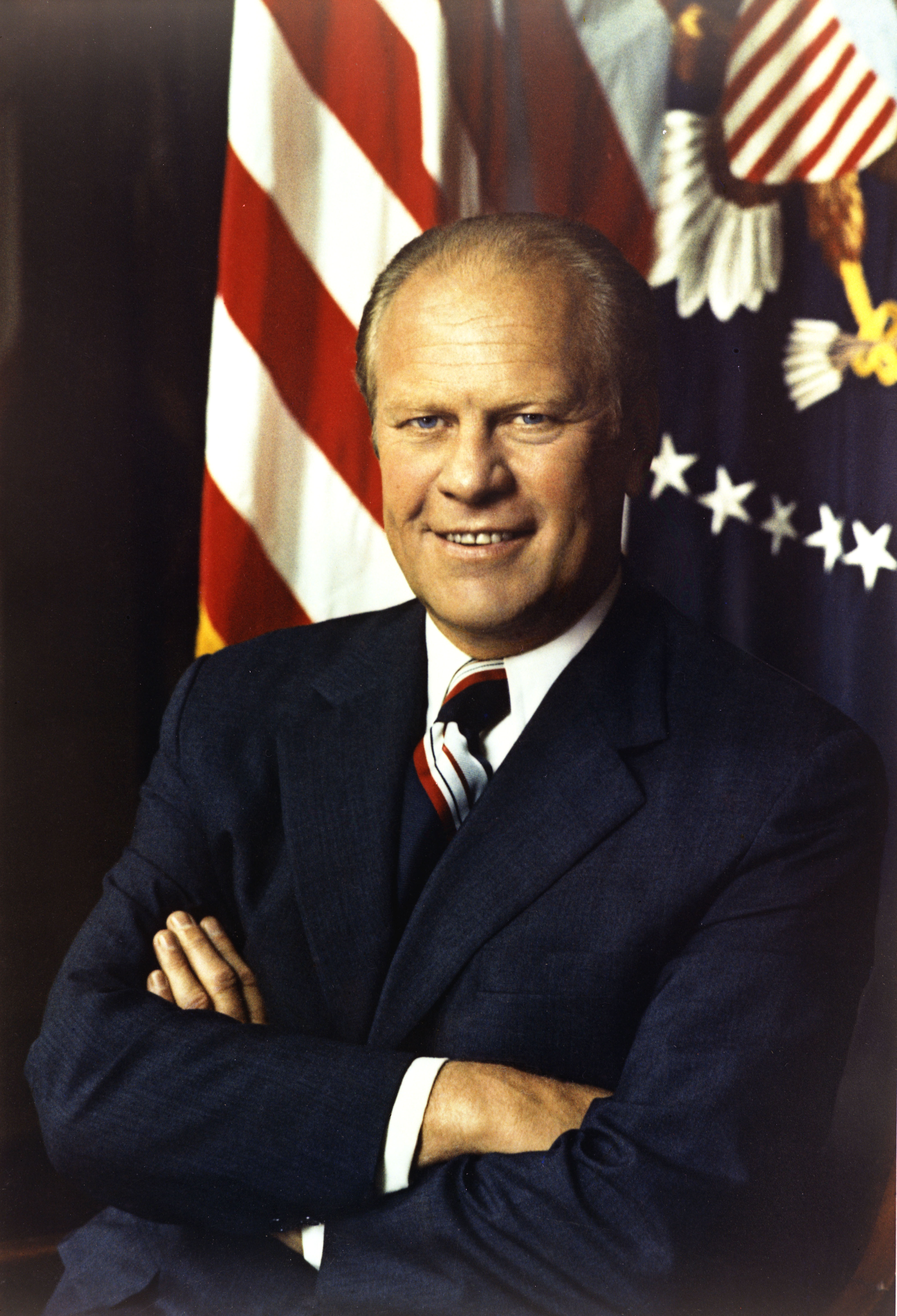
Gerald Ford

Nach dem Rücktritt von Vizepräsident Spiro Agnew aufgrund von Bestechungsvorwürfen am 10. Oktober 1973 schlug Präsident Nixon dem Kongress am 13. Oktober 1973 den langjährigen Abgeordneten aus Michigan, Gerald Ford, als Nachfolger Agnews im Amt des Vizepräsidenten vor.
Nach der Zustimmung der beiden Kammern (Repräsentantenhaus 387 zu 35, Senat 92 zu 3) übernahm Ford das Amt des Vizepräsidenten am 6. Dezember 1973.

### Ernennung von Nelson A. Rockefeller zum Vizepräsidenten 1974
Nach dem Rücktritt von Präsident Nixon folgte Ford diesem ins Amt des Präsidenten nach. Dadurch wurde das Amt des Vizepräsidenten erneut vakant. Nachdem er Melvin Laird und George Bush erwogen hatte, schlug Präsident Ford dem Kongress am 20. August 1974 den früheren Gouverneur von New York, Nelson A. Rockefeller, als seinen Nachfolger im Amt des Vizepräsidenten vor.
Nach langen und umfangreichen Anhörungen, die insbesondere die Vermeidung von Interessenkonflikten des Vizepräsidenten zu den geschäftlichen Aktivitäten seiner Familie zum Ziel hatten, wurde er mit 287 zu 128 Stimmen im Repräsentantenhaus und 90 zu 7 Stimmen im Senat bestätigt und am 19. Dezember 1974 vereidigt.

### Nichtanwendung nach dem Reagan-Attentat 1981

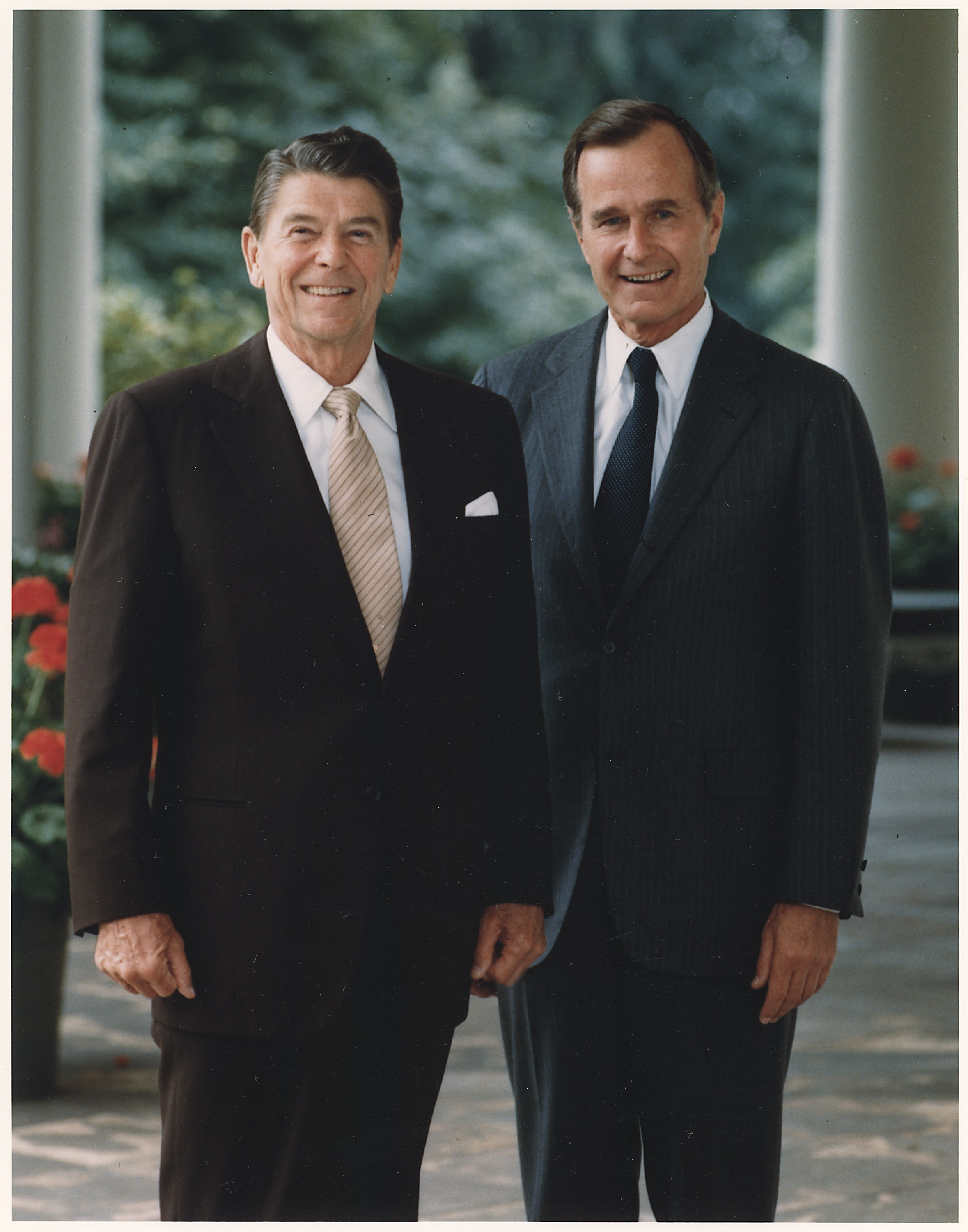
Präsident Reagan und Vizepräsident Bush, 1981

Obwohl das Attentat auf Präsident Ronald Reagan am 30. März 1981, in dessen Folge dieser operiert wurde und einige Zeit seinen Pflichten nicht vollständig nachkommen konnte, als klassischer Fall der Anwendung des 25. Verfassungszusatzes angesehen wurde, lehnte Vizepräsident Bush es nach einer Diskussion mit seinen Beratern ab, den Präsidenten für amtsunfähig zu erklären, weil er ein solches Verfahren als kalten Staatsstreich betrachtete. Weder vorher noch nachher unternahm ein Vizepräsident den Versuch, den Präsidenten für amtsunfähig erklären zu lassen und selbst die Präsidentschaft zu übernehmen.

### Übertragung der Amtsgewalt auf Vizepräsident Bush durch Präsident Reagan 1985
Am 12. Juli 1985 unterzog sich Präsident Reagan einer Darmspiegelung, bei der eine durch Operation zu entfernende Geschwulst festgestellt wurde. Nachdem er von seinem Arzt darüber informiert worden war, dass die Operation innerhalb von wenigen Wochen durchgeführt werden müsste, entschied sich Reagan, die Operation unverzüglich anzusetzen.
Am Nachmittag des 12. Juli besprach Reagan telefonisch mit seinem Rechtsberater Fred F. Fielding, ob er den 25. Verfassungszusatz anwenden sollte und ob eine solche Anwendung einen nicht erwünschten Präzedenzfall schaffen würde. Sowohl Fielding als auch der Stabschef des Weißen Hauses, Donald Regan, empfahlen dem Präsidenten die formale Übertragung der Amtsgewalt. Daraufhin wurden zwei Briefe entworfen, von denen aber nur einer die ausdrückliche Nennung von Absatz 3 des 25. Verfassungszusatzes enthielt.
Um 10:32 Uhr am 13. Juli 1985 unterzeichnete Reagan den Brief, welcher den 25. Verfassungszusatz nicht ausdrücklich erwähnte, ordnete aber seine Übermittlung an die Vorsteher der beiden Kammern an, so wie es der Verfassungszusatz verlangt. Um 11:28 Uhr erhielten der Sprecher des Repräsentantenhauses und der Präsident pro tempore des Senats den Brief zugestellt, um 11:50 Uhr wurde Vizepräsident Bush offiziell mitgeteilt, dass er seit 22 Minuten als Präsident amtiere. Um 19:22 Uhr folgte der zweite Brief von Reagan, dass er wieder in der Lage sei, sein Amt auszuüben. Damit endete die kommissarische Präsidentschaft des Vizepräsidenten.
Aufgrund von nicht eindeutigen Formulierungen und weil Reagan die Anwendung des Verfassungszusatzes in seinem Brief nicht ausdrücklich erwähnte, vertreten einige Verfassungsrechtler die Ansicht, dass Reagan die Amtsgewalt nicht wirksam an Vizepräsident Bush übertragen habe.
Aus mehreren Büchern, darunter Reagans Autobiographie, ergibt sich jedoch, dass Reagan die Amtsgewalt wirksam im Sinne des 25. Verfassungszusatzes übertragen hatte, jedoch keinen Präzedenzfall schaffen wollte.

### Vereinbarungen zwischen dem Präsidenten und dem Vizepräsidenten
Präsident George Bush wie auch Präsident Bill Clinton hatten mit ihren Vizepräsidenten, Dan Quayle und Al Gore, Absprachen getroffen, wie im Falle ihrer Krankheit oder anderweitigen Amtsunfähigkeit zu verfahren sei. Diese Absprachen wurden jedoch nie öffentlich, da sie nicht zur Anwendung kamen, obwohl Bush während seiner Amtszeit zweimal ernsthaft erkrankt war.

### Präzisierungsforderungen von Ärzten
1996 nahmen Historiker und frühere Ärzte des Weißen Hauses in einem Bericht Stellung zur Erklärung der Amtsunfähigkeit des Präsidenten und empfahlen, ihre Schlussfolgerungen in ein Gesetz zu fassen. Insbesondere forderten sie,
- dass für den Präsidenten und den Vizepräsidenten die Pflicht festgeschrieben wird, eine Vereinbarung zur Übertragung der Amtsgewalt auszuarbeiten, bevor sie vereidigt werden,
- dass der Hausarzt des Präsidenten bei der Frage der Feststellung der Amtsunfähigkeit vorrangig befragt werden sollte,
- dass dem Arzt des Weißen Hauses, der traditionell ein Mitglied des militärischen Büros des Weißen Hauses ist, ein offizieller Titel außerhalb der militärischen Befehlskette eingeräumt wird,
- dass die Feststellung der körperlichen Fähigkeiten des Präsidenten ausschließlich auf standardisierten medizinischen Tests beruhen sollte und
- dass die Präsidenten ihren Gesundheitszustand in vernünftiger Abwägung zwischen dem Recht auf Privatsphäre und dem Informationsbedürfnis der Öffentlichkeit bekannt machen sollten.

Der Forderung auf gesetzliche Verankerung der Vorschläge ist der Kongress bisher nicht nachgekommen.

### Übertragungen der Amtsgewalt auf Vizepräsident Cheney durch Präsident Bush 2002 und 2007

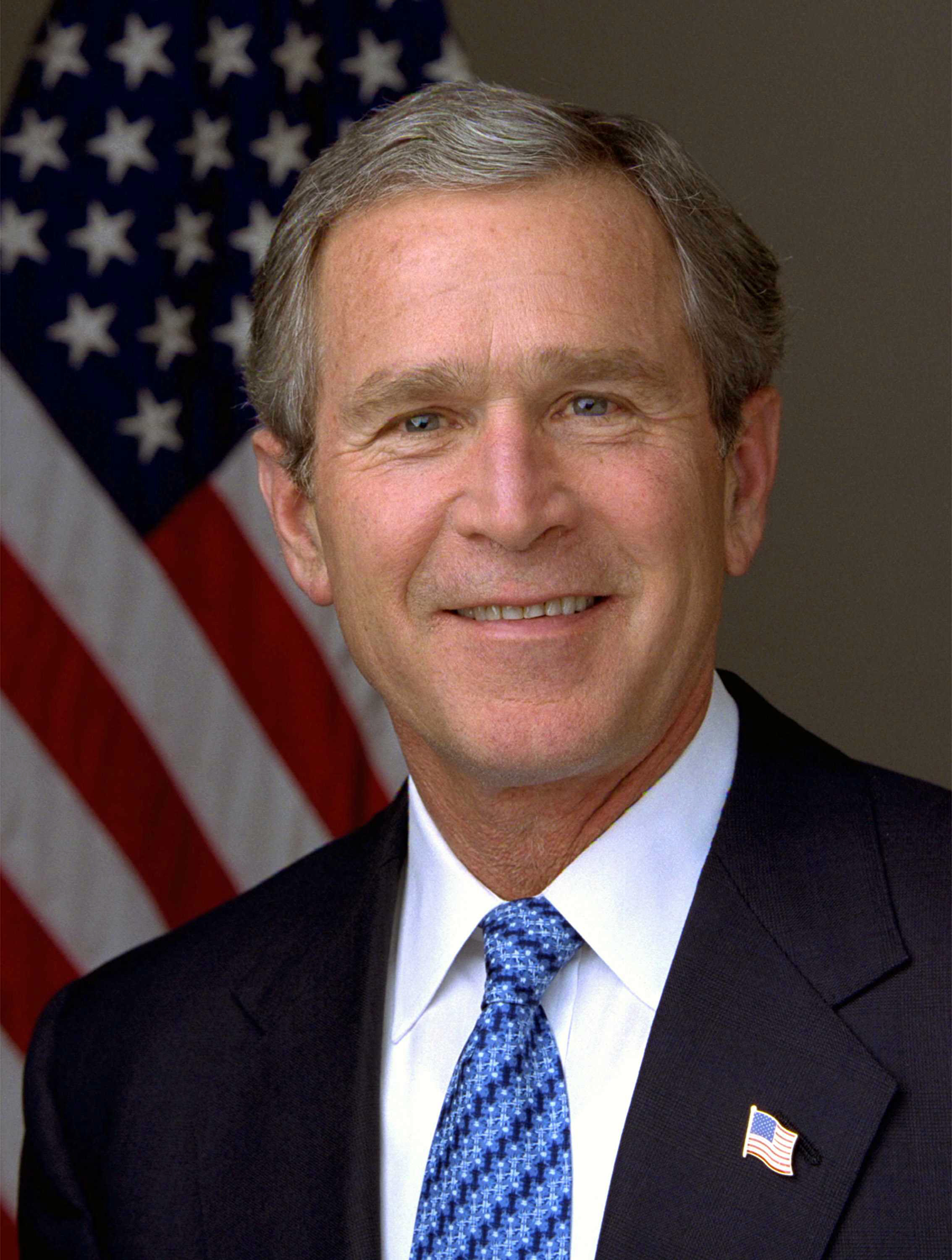
George W. Bush

Ausdrücklich erwähnt und damit erstmals eindeutig angewendet wurde der 25. Verfassungszusatz am 29. Juni 2002, als Präsident George W. Bush sich einer Darmspiegelung unterzog und für einige Zeit seine Rechte und Pflichten an den Vizepräsidenten Dick Cheney übertrug.
Der Brief von George W. Bush an die Vorsteher der beiden Kammern des Kongresses wurde um 7:09 Uhr unterzeichnet. Um 9:24 Uhr übermittelte er ein zweites Schreiben, in dem er erklärte, nun wieder in die Ausübung seiner Rechte und Pflichten einzutreten.
Obwohl Bush nur etwas mehr als zwei Stunden betäubt war, wollte er jede Unsicherheit für den Fall vermeiden, dass während seiner Narkose ein unvorhergesehenes Ereignis stattfand: Die Terroranschläge vom 11. September 2001 lagen weniger als ein Jahr zurück.
Am 21. Juli 2007 unterzog sich Präsident Bush abermals einer Darmspiegelung. Wieder war er nur für kurze Zeit betäubt, wieder wollte er aber alle möglichen Vorkehrungen für ein unvorhergesehenes Ereignis treffen. Die maßgeblichen Schreiben wurden um 7:16 Uhr und um 9:21 Uhr übermittelt.

### Übertragung der Amtsgewalt auf Vizepräsidentin Harris durch Präsident Biden 2021
Am 19. November 2021 unterzog sich Präsident Biden einer Darmspiegelung. Dabei übertrug er seine Befugnisse und Pflichten vorübergehend an Vizepräsidentin Kamala Harris und machte sie damit von 10:10 Uhr bis 11:35 Uhr zur kommissarischen Präsidentin.

## Ratifizierung
Der 25. Zusatzartikel wurde am 6. Juli 1965 vom US-Kongress vorgeschlagen, am 10. Februar 1967 ratifiziert:
- Nebraska: 12. Juli 1965
- Wisconsin: 13. Juli 1965
- Oklahoma: 16. Juli 1965
- Massachusetts: 9. August 1965
- Pennsylvania: 18. August 1965
- Kentucky: 15. September 1965
- Arizona: 22. September 1965
- Michigan: 5. Oktober 1965
- Indiana: 20. Oktober 1965
- Kalifornien: 21. Oktober 1965
- Arkansas: 4. November 1965
- New Jersey: 29. November 1965
- Delaware: 7. Dezember 1965
- Utah: 17. Januar 1966
- West Virginia: 20. Januar 1966
- Maine: 24. Januar 1966
- Rhode Island: 28. Januar 1966
- Colorado: 3. Februar 1966
- New Mexico: 3. Februar 1966
- Kansas: 8. Februar 1966
- Vermont: 10. Februar 1966
- Alaska: 18. Februar 1966
- Idaho: 2. März 1966
- Hawaii: 3. März 1966
- Virginia: 8. März 1966
- Mississippi: 10. März 1966
- New York: 14. März 1966
- Maryland: 23. März 1966
- Missouri: 30. März 1966
- New Hampshire: 13. Juni 1966
- Louisiana: 5. Juli 1966
- Tennessee: 12. Januar 1967
- Wyoming: 25. Januar 1967
- Washington: 26. Januar 1967
- Iowa: 26. Januar 1967
- Oregon: 2. Februar 1967
- Minnesota: 10. Februar 1967
- Nevada: 10. Februar 1967

Die Ratifizierung des 25. Zusatzartikels wurde am 10. Februar 1967 mit der Ratifizierung durch Minnesota und Nevada abgeschlossen. Anschließend wurde der Zusatzartikel noch von folgenden Bundesstaaten ratifiziert: 
- Connecticut: 14. Februar 1967
- Montana: 15. Februar 1967
- South Dakota: 6. März 1967
- Ohio: 7. März 1967
- Alabama: 14. März 1967
- North Carolina: 22. März 1967
- Illinois: 22. März 1967
- Texas: 25. April 1967
- Florida: 25. Mai 1967

Georgia, South Carolina und North Dakota haben den 25. Zusatzartikel nicht ratifiziert.

## Fiktionale Anwendungen des 25. Verfassungszusatzes
Die Frage der Nachfolge des US-Präsidenten hat in mehr als einem Dutzend Büchern, Serien und Spielfilmen eine beträchtliche Rolle gespielt. Direkt auf den 25. Verfassungszusatz nehmen die folgenden Werke Bezug:
- Im Roman Thirty-four East von Alfred Coppel aus dem Jahr 1974 wird der Vizepräsident von arabischen Terroristen entführt. Gleichzeitig kommt der Präsident bei einem Flugzeugabsturz ums Leben. Da der Vizepräsident offenbar amtsunfähig ist, übernimmt der Sprecher des Repräsentantenhauses als kommissarischer Präsident die Macht. Er wird dabei aber als schwacher Charakter dargestellt, der vom Stabschef manipuliert wird.
- Der Roman Full Disclosure von William Safire aus dem Jahr 1978 enthält die Situation, dass der US-Präsident bei einem Attentat das Augenlicht verliert. Einige Minister betrachten dies als Amtsunfähigkeit und betreiben die Amtsübernahme durch den Vizepräsidenten nach dem 25. Verfassungszusatz.
- In der Komödie Dave von 1993 übernimmt nach einem Schlaganfall des Präsidenten dessen Doppelgänger das Präsidentenamt, weil der Vizepräsident vom Stabschef als zu moralisch für das Amt des Präsidenten eingeschätzt wird. Schließlich durchschaut der Doppelgänger das Spiel und sorgt dafür, dass der im Koma liegende echte Präsident für amtsunfähig erklärt wird und sein Vizepräsident das Amt übernimmt.
- Im Spielfilm The Enemy Within von 1994 sorgt der korrupte Stabschef für die Erklärung der Amtsunfähigkeit des Präsidenten, damit der von ihm beeinflusste Vizepräsident ins Amt kommen kann.
- In den Romanen Ehrenschuld (Debt of Honor) und Befehl von oben (Executive Orders) von Tom Clancy aus den Jahren 1994 und 1996 tritt der Vizepräsident nach einem Skandal zurück, woraufhin Clancys Romanheld Jack Ryan nach einstimmigem Votum des Kongresses zum Vizepräsidenten ernannt wird. Vor seiner Vereidigung fliegt jedoch ein Flugzeug ins Kapitol und tötet nahezu alle Mitglieder des Kongresses sowie den Präsidenten. Ryan wird als Präsident vereidigt, doch der frühere Vizepräsident behauptet, nie wirksam zurückgetreten zu sein.
- Die bekannteste Anwendung des 25. Verfassungszusatzes dürfte im Spielfilm Air Force One von Wolfgang Petersen vorkommen: Das Flugzeug des Präsidenten wird mit ihm an Bord entführt. Da der Präsident in der Maschine bleibt und möglicherweise wegen seiner Familie erpressbar ist, versucht der Verteidigungsminister in Washington, die Vizepräsidentin zur Erklärung der Amtsunfähigkeit des Präsidenten zu bewegen, was diese jedoch verweigert. Diese Verweigerung steht in Übereinstimmung mit der sich entwickelnden Tradition in der Realpolitik, nämlich dass der Vizepräsident nur im absoluten Notfall die Amtsunfähigkeit des Präsidenten erklärt.
- In der Folge Twenty Five der Fernsehserie The West Wing wendet Präsident Bartlet nach der Entführung seiner Tochter den 25. Verfassungszusatz an. Da zu dieser Zeit noch kein neuer Vizepräsident ernannt ist (Vizepräsident Hoynes ist kurz zuvor zurückgetreten), geht das Präsidentenamt auf den Sprecher des Repräsentantenhauses Glen Allen Walken über. Dieser tritt aber ausdrücklich vor Übernahme des Präsidentenamtes von seinem Amt als Sprecher des Repräsentantenhauses zurück, damit die Gewaltentrennung zwischen Exekutive und Legislative gewahrt bleibt. Walken fungierte als Präsident ab Sonntag, den 8. Mai 2003, bis Dienstag, den 10. Mai 2003. Ebenfalls in der Fernsehserie The West Wing stirbt am Wahltag der fiktiven US-Präsidentschaftswahlen 2006 der demokratische Vizepräsidentschaftskandidat. Trotz seines Todes wird er zum „Vizepräsidenten“ gewählt. Der neue gewählte Präsident ernennt nach seiner Amtseinführung einen neuen Vizepräsidenten.
- In der zweiten Staffel der Fernsehserie 24 übernimmt der Vizepräsident kurzzeitig die Amtsgewalt mit Zustimmung der Ministerrunde, da der Präsident sich weigert, mit einem Vergeltungsschlag auf die Explosion einer nuklearen Bombe zu reagieren. In der vierten Staffel mit anderen Amtsträgern wird der Vizepräsident Nachfolger des amtierenden Präsidenten, welcher auf Grund eines Attentats auf die Air Force One für unbestimmte Zeit regierungsunfähig ist. In der sechsten Staffel schließlich wird ein Anschlag auf den Präsidenten verübt, wobei dieser schwer verletzt wird. Nach einer kurzen Behandlung ist er aber wieder im Stande, die Amtsgeschäfte zu führen. Der Vizepräsident will dennoch vom Kabinett die Amtsunfähigkeit des Präsidenten feststellen lassen, da dieser sich weigert, nach einem atomaren Terroranschlag einen Vergeltungsschlag zu führen. Die Abstimmung scheitert jedoch an der nötigen Mehrheit.
- In der Pilotfolge der Fernsehserie Commander in Chief (in deutschsprachiger Ausstrahlung Welcome, Mrs. President) stirbt Präsident Teddy Bridges, weshalb die Protagonistin Mackenzie Allen als Vizepräsidentin fortan das Amt des Präsidenten der Vereinigten Staaten von Amerika ausfüllt. Der 25. Verfassungszusatz wird speziell in der Folge The Elephant in the Room (Der Elephant im Porzellanladen) erwähnt, als Präsidentin Allen infolge eines Blinddarmdurchbruches vorübergehend amtsunfähig wird. Weil zu diesem Zeitpunkt das Amt des Vizepräsidenten vakant ist (der von Präsidentin Allen gewünschte Vizepräsident Warren Keaton war zurückgetreten), tritt der Sprecher des Repräsentantenhauses und Gegenspieler der Präsidentin Nathan Templeton für wenige Stunden das Amt des Präsidenten an.
- Im Kinofilm White House Down von Roland Emmerich (Deutscher Kinostart: September 2013) kommt der Zusatzartikel zum zweifachen Einsatz. Zunächst wird der bei einem paramilitärischen Angriff auf das Weiße Haus fälschlicherweise für tot erklärte US-Präsident James W. Sawyer durch den Vizepräsidenten Alvin Hammond ersetzt. Als dieser wiederum bei einem Raketenangriff auf die Air Force One ums Leben kommt, wird der Sprecher des Repräsentantenhauses Eli Raphelson kurzerhand zum Präsidenten vereidigt. Der Kreis schließt sich, als sich der totgeglaubte James W. Sawyer aus den Trümmern des weißen Hauses rettet und den an einem Komplott beteiligten Eli Raphelson verhaften lässt – womit Sawyer der neue alte Präsident wird.
- In der US-amerikanischen Serie House of Cards tritt zunächst Vizepräsident Jim Matthews nach etwa einem Jahr im Amt zurück, um für die Demokraten erneut das Gouverneursamt in Pennsylvania zu gewinnen. Präsident Garrett Walker ernennt daraufhin die Hauptfigur der Serie, Francis Underwood, zum neuen Vizepräsidenten. Aufgrund einer Spendengeldaffäre tritt Präsident Walker etwa ein Jahr später zurück, um einer drohenden Amtsenthebung zu entgehen. Underwood, der hinter den Kulissen selbst maßgeblich zu Walkers Sturz beigetragen hat, rückt daraufhin am Ende der zweiten Staffel selbst zum Präsidenten auf. Seinerseits ernennt er mit Donald Blythe einen Vizepräsidenten. In der vierten Staffel wird auf Präsident Underwood ein Attentat verübt, das ihn auf unbestimmte Zeit amtsunfähig macht. Vizepräsident Blythe wird vom Kabinett zum kommissarischen Präsidenten ernannt. Nach einer erfolgreichen Lebertransplantation unterzeichnet Underwood in Anwesenheit des Kabinetts ein Dokument, das ihn wieder zum Präsidenten macht.
- Im Kinofilm Iron Man 3 wird der Präsident entführt und soll später auf einem Öltanker verbrannt werden. Dies soll öffentlichkeitswirksam medial übertragen werden, obwohl es dem Antagonisten Aldrich Killian nur darum geht ihn zu töten, damit der Vizepräsident nachrückt. Dieser wurde zuvor von Killian geködert, welcher verspricht die Behinderung seiner Tochter zu heilen.
- In der US-amerikanischen Serie Designated Survivor werden verschiedene verfassungsrechtliche Szenarien durchgespielt. Die Hauptfigur Thomas Kirkman ist ursprünglich Minister und kommt kommissarisch ins Amt des Präsidenten, als eine Bombe während der State of the Union Address detoniert. Dabei werden sowohl Präsident als auch Vizepräsident und alle anderen in der Nachfolge des Präsidenten vor ihm stehenden Personen getötet. Nachdem ein neuer Kongress durch Nachwahlen gebildet wurde, schlägt er mittels des 25. Zusatzartikels den Kongressabgeordneten Peter MacLeish vor, der dann zum Vizepräsidenten gewählt wird. Bei dessen Vereidigung wird Kirkman angeschossen und muss operiert werden. Er übergibt seine Amtsgeschäfte gemäß dem Verfassungszusatz für einige Stunden an MacLeish. Nach Kirkmans Erwachen aus der Narkose nimmt er Kontakt zur Vorsitzenden des Repräsentantenhauses und dem – da noch nicht neu gebildeten – vorläufigen Senat auf und amtiert wieder als Präsident.